# الخبيزيين (مليلة)
الخبيزيين هي إحدى مشيخات المملكة المغربية، تتبع جغرافيا لإقليم بنسليمان وإداريًا لمليلة. يقدر عدد سكانها بـ 3643 نسمة حسب الإحصاء الرسمي للسكان والسكنى لسنة 2004.